# 讃岐千継
讃岐 千継（さぬき の ちつぐ）は、平安時代初期の貴族。氏姓は凡直のち讃岐公。官位は従五位上・刑部少輔。

## 経歴
讃岐国寒川郡の人物で讃岐国造の後裔。延暦10年（791年）以下を言上して許され、凡直から讃岐公に改姓した。
- 千継らの先祖は皇直（おおしのあたい、あるいはすめらのあたい）といい、敏達朝において国造の職務を継いでこの地域を管轄した。そこで官名に因んで「紗抜大押」（さぬきのおおし）直の氏姓を賜った。ところが、天智天皇9年（670年）の戸籍（庚午年籍）では「大押」の字を改めて「凡」と記された。これにより皇直の後裔はある者は「讃岐直」を、ある者は「凡直」の氏姓を名乗った。そこで先祖の職務に因んで「讃岐公」の氏姓を賜りたい。

その後、従五位下・大判事に叙任され、桓武朝末の延暦24年（805年）備前権介を兼ねると共に、山城国乙訓郡の白田1町を与えられている。
平城朝の大同3年（808年）従五位上・刑部少輔に叙任された。

## 官歴
『六国史』による。
- 時期不詳：正六位上
- 延暦10年（791年） 9月18日：凡直から讃岐公に改姓
- 時期不詳：従五位下
- 延暦24年（805年） 10月4日：備前権介。12月23日：賜山城国乙訓郡白田1町、見大判事
- 大同3年（808年） 7月15日：刑部少輔、備前権介如故。11月17日：従五位上